# La Femme intégrale
Pour plus de détails, voir Fiche technique et Distribution.
La Femme intégrale est un film français réalisé par Claudine Guilmain et sorti en 1980.

## Fiche technique
- Titre : La Femme intégrale
- Réalisation : Claudine Guilmain
- Scénario : Claudine Guilmain
- Photographie : Erwin Huppert
- Son : Philippe Quinsac et François Waledisch
- Musique : René Andréani
- Montage : Joëlle Dalido
- Production : Claudine Guilmain
- Pays :  France
- Durée : 100 minutes
- Date de sortie : France - 30 juillet 1980

## Distribution
- Martine Varenne : Élisabeth
- Benoît Régent : Jacques
- François Dunoyer : Cyrille
- Christian Delangre : Louis
- Jean-Pierre Bacri : Leonardo

## Sélection
- Festival de Cannes 1979 (Perspectives du cinéma français)[1]